# NGC 5259 NED01
NGC 5259 NED01 est une lointaine galaxie elliptique située dans la constellation des Chiens de chasse. Sa vitesse par rapport au fond diffus cosmologique est de 18 568 ± 45 km/s, ce qui correspond à une distance de Hubble de 274 ± 19 Mpc (∼894 millions d'al).
Le professeur Seligman mentionne que Steve Gottlieb pouvait à peine voir cette galaxie avec un télescope de 24 pouces et donc que d'Arrest avec son télescope de 17,5 pouces ne pouvait pas du tout la voir. La galaxie NGC 5259 NED01 n'est donc pas un objet du catalogue NGC.
NGC 5259 NED01 est cependant à peu près à la même distance que NGC 5259. Ces deux galaxies forment donc une paire de galaxie.